# 스티븐 가디너 (육상 선수)
스티븐 가디너(영어: Steven Gardiner, 1995년 9월 12일~)는 바하마의 육상 선수로 주 종목은 단거리 달리기이다. 현재 남자 300m 달리기 실내 신기록을 보유하고 있으며 200m와 400m 달리기 종목 바하마 기록을 보유하고 있다. 그는 2020년 하계 올림픽 남자 400m 달리기에서 금메달을 획득했으며 2019년 세계 선수권 대회 400m 달리기 금메달, 2017년 세계 선수권 대회 400m 달리기 은메달을 획득했다.